# Stibeutes intermedius
Stibeutes intermedius is een insect dat behoort tot de orde vliesvleugeligen (Hymenoptera) en de familie van de gewone sluipwespen (Ichneumonidae). De wetenschappelijke naam van de soort werd voor het eerst geldig gepubliceerd door Horstmann in 2010.
De soort is waargenomen in Engeland, Denemarken, Hongarije en Italië.